# Chłopigozd-Leśnictwo
Chłopigozd-Leśnictwo – osada leśna w Polsce położona w województwie kujawsko-pomorskim, w powiecie sępoleńskim, w gminie Więcbork.
W latach 1975–1998 miejscowość administracyjnie należała do województwa bydgoskiego.